# Флота Американ ерлајнса
Американ ерлајнс има флоту од 608 авиона, које су априла 2012. имале просечну старост од 14,9 година.
Кроз Американ ерлајнс су прошли сви модели Боингових путничких авиона (са млазним моторима).

## Поруџбине из 2012
Американ ерлајнс је 20. јула 2012. наручио 360 авиона од Ербаса и Боинга.

## Слике авиона Американ ерлајнса
- Ербас А300
- Боинг 727
- Боинг 737
- Боинг 747
- Боинг 757
- Боинг 767
- Боинг 777
- Боинг 787 Дримлајнер
- Макдонел Даглас MD-83